# Kush (cannabis)
För andra betydelser, se Kush (olika betydelser).

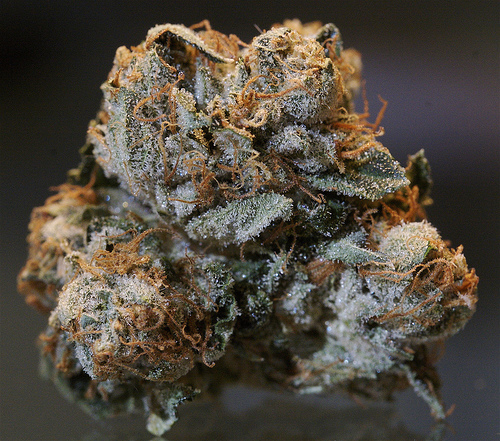
Närbild av torkade "Bubba Kush" blommor.

Kush är en typ av cannabis indica. Ursprunget av kush är från växter främst i Afghanistan, norra Pakistan och nordvästra Indien. Namnet "kush" kommer från bergskedjan Hindukush. Kush togs till USA i slutet av 1970-talet och har fortsatt att vara tillgängliga där fram tills idag.